# Cantón de Marson
El cantón de Marson era una división administrativa francesa, que estaba situada en el departamento de Marne y la región de Champaña-Ardenas.

## Composición
El cantón estaba formado por dieciocho comunas:
- Chepy
- Coupéville
- Courtisols
- Dampierre-sur-Moivre
- L'Épine
- Francheville
- Le Fresne
- Marson
- Moivre
- Moncetz-Longevas
- Omey
- Pogny
- Poix
- Saint-Germain-la-Ville
- Saint-Jean-sur-Moivre
- Sarry
- Somme-Vesle
- Vésigneul-sur-Marne

## Supresión del cantón de Marson
En aplicación del Decreto nº 2014-208 de 21 de febrero de 2014, el cantón de Marson fue suprimido el 22 de marzo de 2015 y sus 18 comunas pasaron a formar parte; quince del nuevo cantón de Châlons-en-Champagne-3 y tres del nuevo cantón de Argonne, Suippe y Vesle.